# VP7
TrueMotion VP7 — видеокодек, разработанный On2 Technologies как развитие предыдущих кодеков VP3, VP5 и TrueMotion VP6. Кодек имеет поддержку как Video for Windows, так и DirectShow. Заявлялось, что он имеет более высокую степень сжатия, чем конкурирующие MPEG-4 AVC/H.264 и VC-1.
Кодек был анонсирован в январе 2005. Публичный релиз кодека VP7 стал доступен в марте 2005 года.
В апреле 2005 On2 Technologies лицензировала кодеки VP6 и VP7 для использования в Macromedia Flash.
В декабре 2005 Skype заявил, что будет использовать кодек VP7 для видеоконференций.
Кодек VP7 используется в проигрывателе Move Media Player (дополнение для Firefox и Internet Explorer), применяемом сетями American Broadcasting Company и Fox Broadcasting Company для потоковых трансляций в интернете.

## Критика
Кодек VP7 поддерживает (на март 2005) только Microsoft Windows, но не юникс-подобные ОС, такие как Apple MacOS X и Linux.